# Опольский замок Пястов
Опольский замок Пястов (пол. Zamek Piastowski w Opolu) — один из двух замков в Ополе, древняя усадьба опольских Пястов, которая находилась на острове Острувек, посреди течения реки Одры. Замок был разобран в 1928—1931 годах, единственной его уцелевшей частью является башня Пястов.

## История
На месте, где позже был построен замок, раньше существовало городище племени ополян, история которого восходит к VIII веку. Во время правления Мешка I, около 985 года, здесь были построены новые укрепления в форме так называемого «пястовского городища». В 1228 году князь Казимир I Опольский начал здесь строительство каменного замка. В XIII веке замок был развит опольскими Пястами, в частности Болеславом I Опольским в 1273—1289 годах. В то время были построены палаты, а в середине XIV века — башню Пястов, которая сохранилась по сей день.
Замок был резиденцией опольских Пястов до смерти последнего представителя рода (Яна II Доброго) в 1532 году. В 1552 году в замке планировала поселиться княгиня Изабелла Ягеллонка, сестра польского короля Сигизмунда II Августа, однако замок оказался непригодным для проживания. В конце XVI века замок был укреплен, благодаря чему он послужил крепостью во время Тридцатилетней войны. В результате осад и последующих пожаров состояние замковых построек значительно ухудшилось.
В XIX веке здание утратило свой оборонный характер — в 1838—1855 гг. были разобраны замковые стены и засыпан ров, а также разобран дом, в котором в XVIII веке содержался суд. В 1860 году замок был приспособлен к потребностям резиденции администрации округа и несколько модернизирован. В 1880 году была отремонтирована башня, в частности она была оштукатурена и покрыта коническим шлемом. Местность вокруг замка была превращена в парк, открытый для жителей города. В 1885—1886 годах северное крыло было удлинено в сторону голодной башни.
В 1904—1906 годах было перестроено северное крыло, а с юго-западной стороны построено новое в стиле неоренессанса. Дальнейшие планы модернизации были отброшены из-за Первой мировой войны.
В 1928—1931 годах по решению тогдашнего президента администрации округа Альфонса Проске, замок был снесен ввиду ужасного технического состояния. Только благодаря острому сопротивления польского меньшинства в Ополе и Союза поляков в Германии удалось отстоять замковую башню, так называемую башню Пястов — один из символов Ополя в наше время.
На месте замка, по проекту архитектора Фридриха Леманна, было построено новое офисное здание, введенное в эксплуатацию в 1934 году.

## Галерея

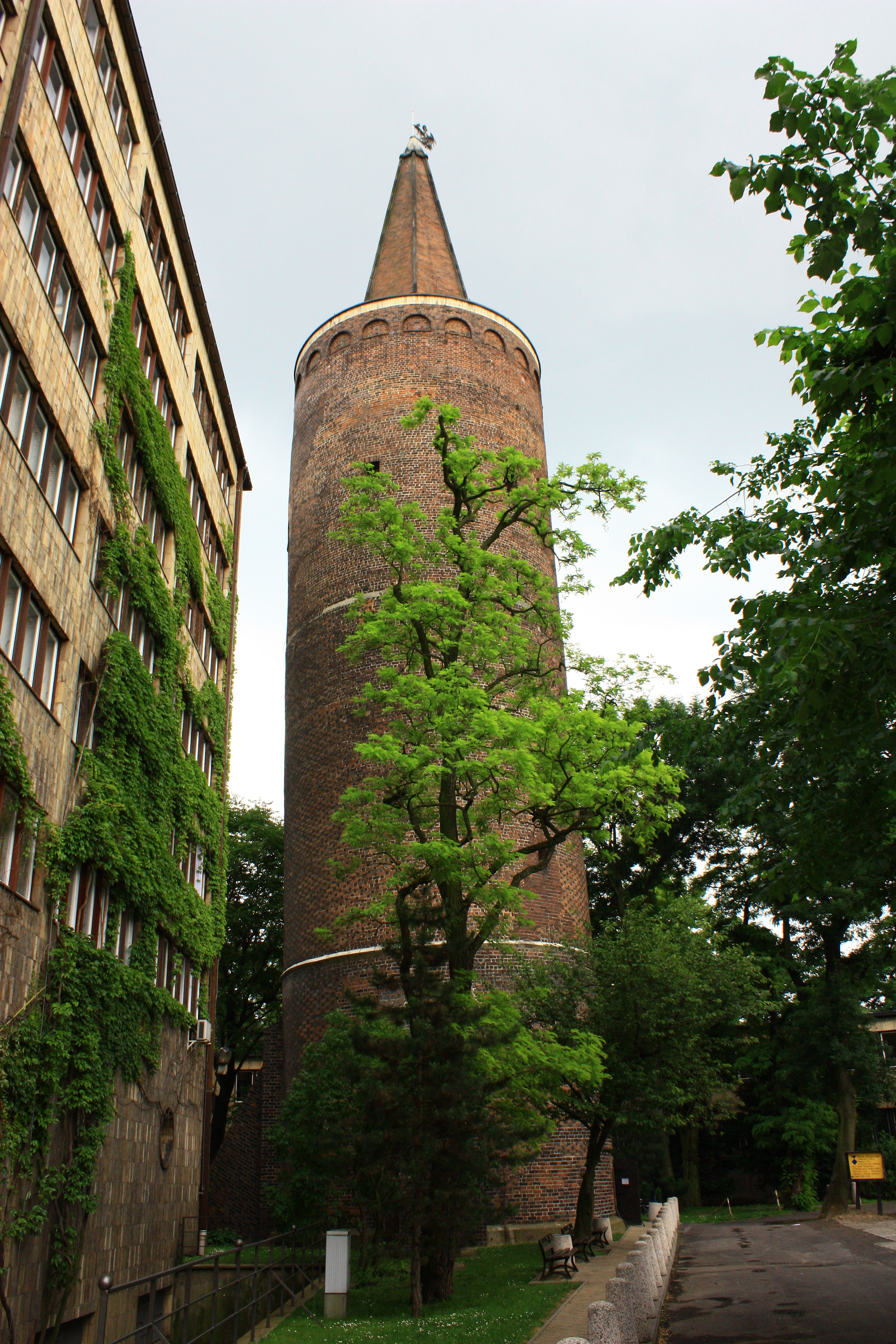
Башня Пястов в наше время
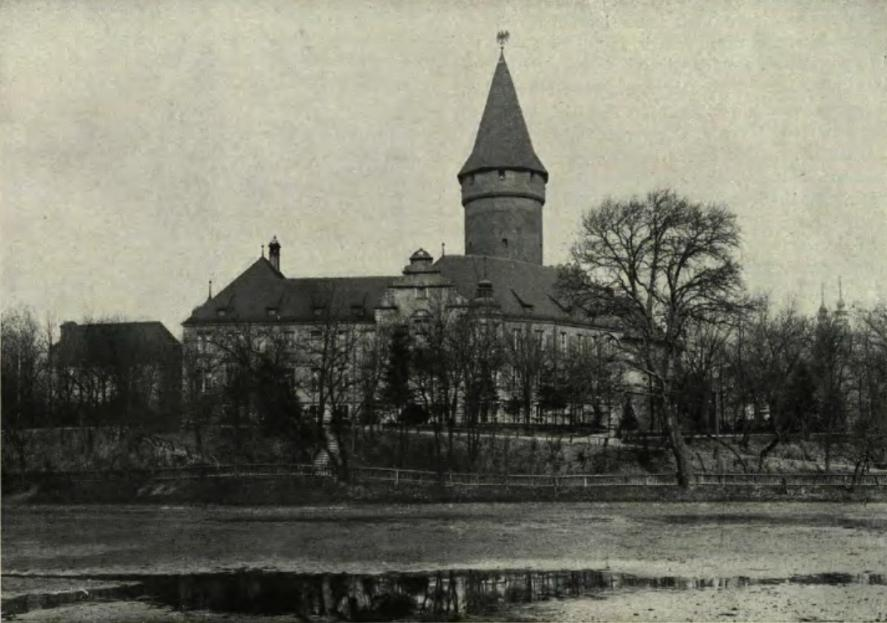
Вид замка со стороны замкового пруда в начале XX века
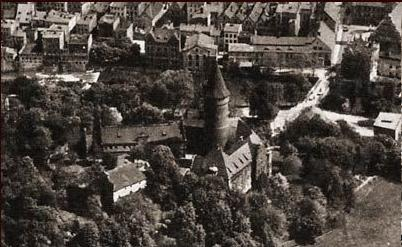
Вид замка с высоту птичьего полета в 1920-х годах
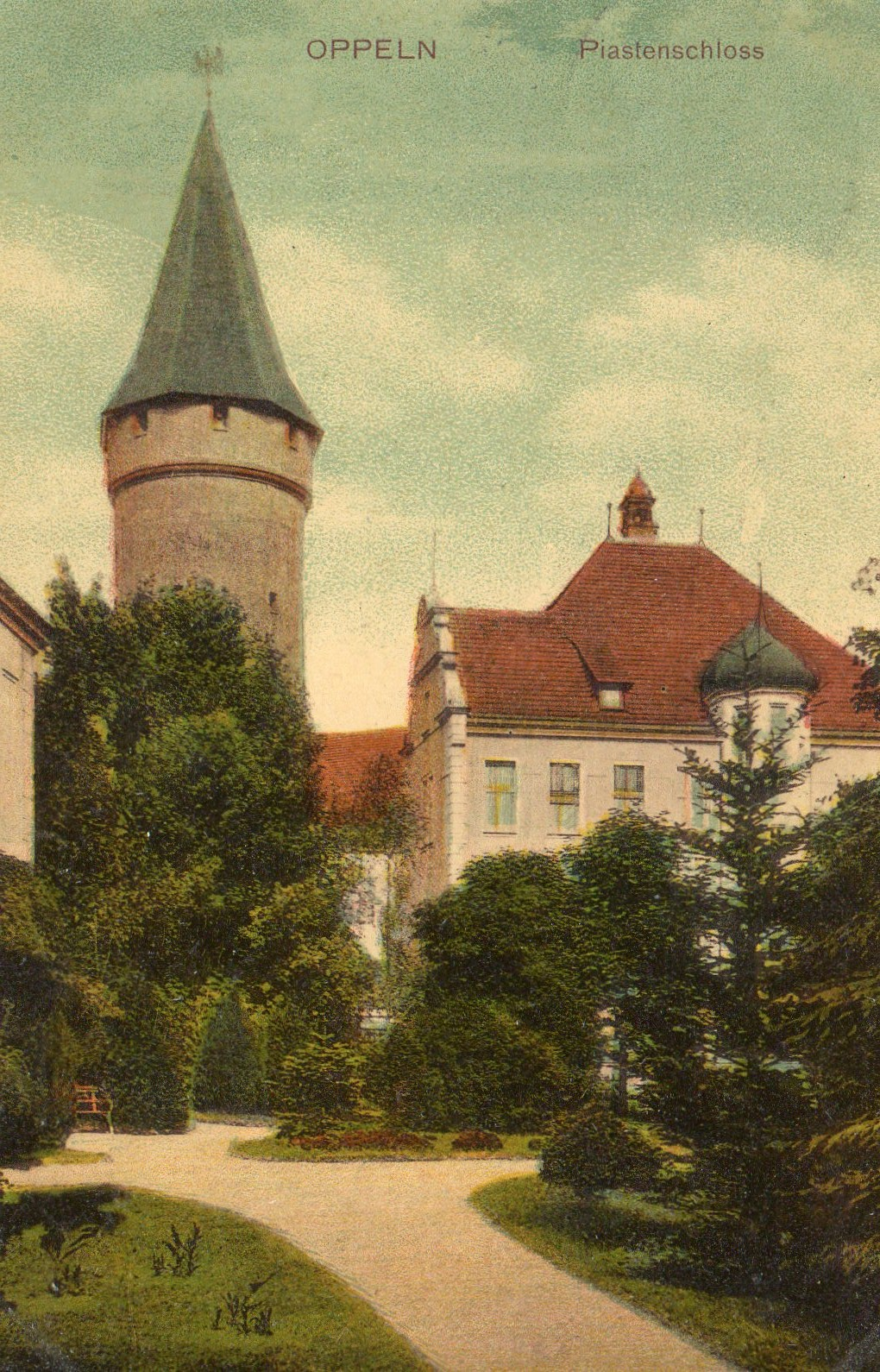
Вид замка из парка, почтовая открытка, 1910 год
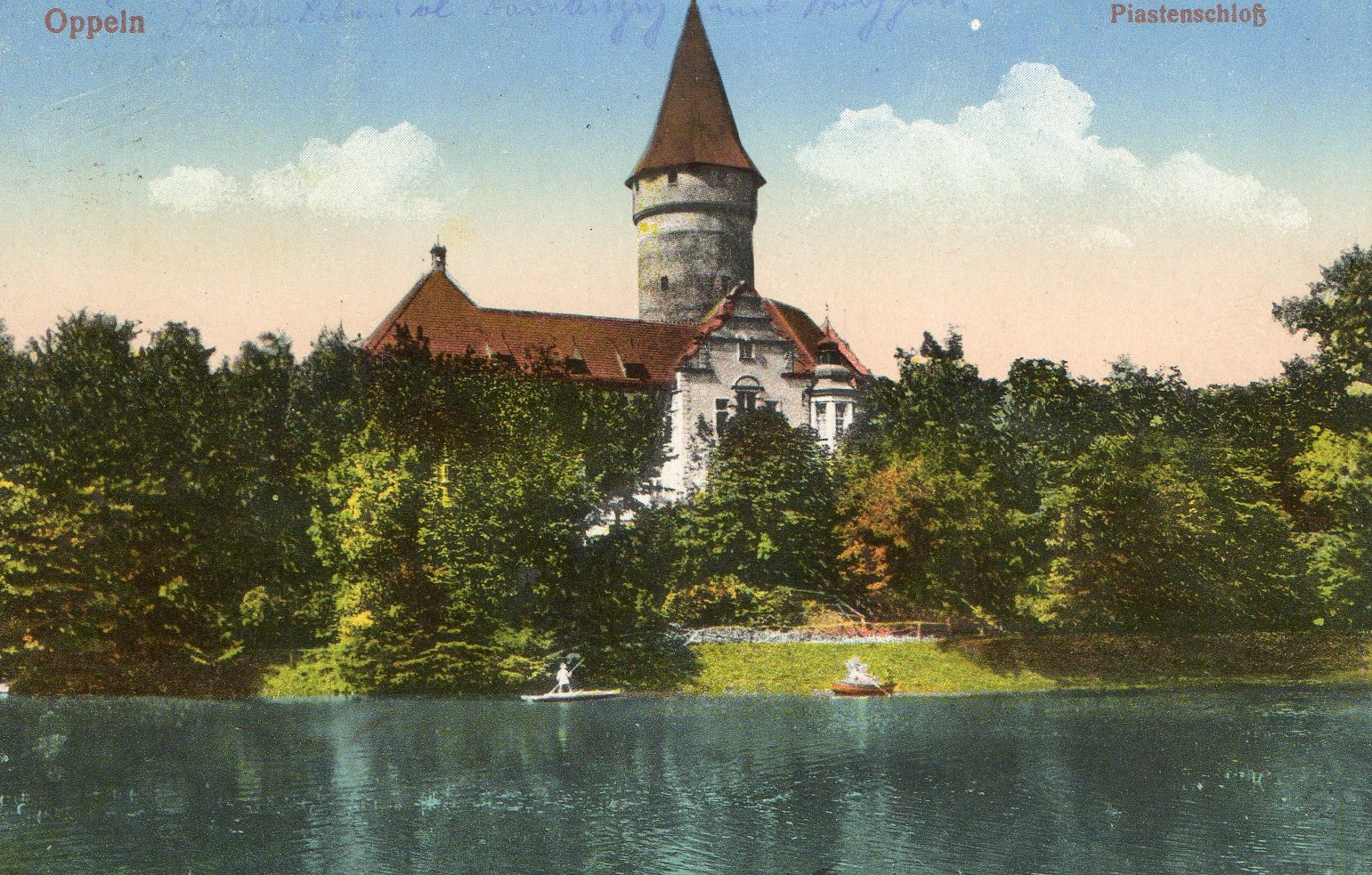
Вид замка со стороны замкового пруда, почтовая открытка, 1915 год